# Bellefonds
|  | No s'ha de confondre amb Bellefond. |

Bellefonds és un municipi al districte de Châtellerault (departament de la Viena). L'any 2007 tenia 233 habitants.

## Demografia

### Població
El 2007 la població de fet de Bellefonds era de 233 persones. Hi havia 96 famílies de les quals 24 eren unipersonals (12 homes vivint sols i 12 dones vivint soles), 32 parelles sense fills, 36 parelles amb fills i 4 famílies monoparentals amb fills.
La població ha evolucionat segons el següent gràfic:

### Habitatges
El 2007 hi havia 110 habitatges, 98 eren l'habitatge principal de la família, 10 eren segones residències i 2 estaven desocupats. Tots els 109 habitatges eren cases. Dels 98 habitatges principals, 75 estaven ocupats pels seus propietaris i 23 estaven llogats i ocupats pels llogaters; 1 tenia una cambra, 5 en tenien dues, 12 en tenien tres, 38 en tenien quatre i 42 en tenien cinc o més. 85 habitatges disposaven pel capbaix d'una plaça de pàrquing. A 42 habitatges hi havia un automòbil i a 49 n'hi havia dos o més.

### Piràmide de població
La piràmide de població per edats i sexe el 2009 era:
| Homes | Edats   | Dones |
| ----- | ------- | ----- |
| 0     | 95 o +  | 0     |
| 0     | 90 a 94 | 0     |
| 4     | 85 a 89 | 8     |
| 4     | 80 a 84 | 4     |
| 0     | 75 a 79 | 4     |
| 4     | 70 a 74 | 0     |
| 4     | 65 a 69 | 8     |
| 0     | 60 a 64 | 4     |
| 0     | 55 a 59 | 0     |
| 16    | 50 a 54 | 8     |
| 4     | 45 a 49 | 16    |
| 8     | 40 a 44 | 8     |
| 8     | 35 a 39 | 8     |
| 8     | 30 a 34 | 12    |
| 4     | 25 a 29 | 4     |
| 12    | 20 a 24 | 0     |
| 12    | 15 a 19 | 20    |
| 12    | 10 a 14 | 4     |
| 4     | 5 a 9   | 12    |
| 8     | 0 a 4   | 8     |

## Economia
El 2007 la població en edat de treballar era de 154 persones, 116 eren actives i 38 eren inactives. De les 116 persones actives 107 estaven ocupades (55 homes i 52 dones) i 9 estaven aturades (3 homes i 6 dones). De les 38 persones inactives 21 estaven jubilades, 9 estaven estudiant i 8 estaven classificades com a «altres inactius».

### Ingressos
El 2009 a Bellefonds hi havia 100 unitats fiscals que integraven 239 persones, la mediana anual d'ingressos fiscals per persona era de 16.767 €.

### Activitats econòmiques
Dels 10 establiments que hi havia el 2007, 1 era d'una empresa alimentària, 1 d'una empresa de fabricació d'altres productes industrials, 3 d'empreses de construcció, 2 d'empreses de comerç i reparació d'automòbils, 1 d'una empresa immobiliària i 2 d'empreses de serveis.
Dels 5 establiments de servei als particulars que hi havia el 2009, 1 era un taller de reparació d'automòbils i de material agrícola, 3 guixaires pintors i 1 electricista.
L'any 2000 a Bellefonds hi havia 14 explotacions agrícoles que ocupaven un total de 679 hectàrees.

## Poblacions properes
El següent diagrama mostra les poblacions més properes.